# Nattawin Wattanagitiphat
Nattawin Wattanagitiphat (thajsky ณัฐวิญญ์ วัฒนกิติพัฒน์; * 24. února 1994), přezdívaný Apo (อาโป) je thajský herec a model. Je známý především díky své hlavní roli v seriálech Sud Kaen Saen Rak (2015) a KinnPorsche (2022).

## Mládí a vzdělání
Nattawin Wattanagitiphat se narodil 24. února 1994. Navštěvoval univerzitu Thammasat a poté přestoupil na Fakultu komunikačních umění na univerzitě Rangsit.

## Kariéra
V roce 2014 Nattawin podepsal hereckou smlouvu s Channel 3 a poprvé se objevil v seriálu Sud Kaen Saen Rak. Později ve stejném roce si zahrál v Luead Mungkorn, což je thajský lakorn (mýdlová opera). V roce 2018 byl jeho posledním lakornem s Channelem 3 Chart Suer Pun Mungkorn. Po vypršení smlouvy v roce 2019 si Nattawin udělal více než dvouletou pauzu.
V roce 2021 bylo oznámeno, že se Nattawin vrátí jako herec v BL seriálu KinnPorsche v hlavní roli jako Porsche. Sestříhaná verze seriálu se vysílala na kanálu One 31 a nesestříhaná verze (KinnPorsche The Series: La Forte) se vysílala na iQIYI od dubna do června 2022.

## Osobní život
V roce 2019 byl na jeden měsíc vysvěcen v chrámu Somphanas.

## Filmografie

### Televize
| Rok  | Název                   | Role                        | Poznámky       | Kanál         |
| ---- | ----------------------- | --------------------------- | -------------- | ------------- |
| 2015 | Sud Kaen Saen Rak       | Thana Thaweewattana         | Hlavní role    | Channel 3     |
| 2015 | Luead Mungkorn: Krating | Tang Cheng Yang (Young)     | Hlavní role    | Channel 3     |
| 2015 | Luead Mungkorn: Raed    | Tang Cheng Yang (Young)     | Hlavní role    | Channel 3     |
| 2015 | Luead Mungkorn: Hong    | Tang Cheng Yang (Young)     | Hlavní role    | Channel 3     |
| 2016 | Chaat Payak             | A Wurn                      | Hlavní role    | Channel 3     |
| 2016 | Pra Teap Rak Hang Jai   | Pong Khun Boon Jirakit      | Hlavní role    | Channel 3     |
| 2017 | Buang Banjathorn        | Sanpaeng                    | Podpůrná role  | Channel 3     |
| 2018 | Kai Mook Mungkorn Fire  | Inspector Danthai           | Hlavní role    | Channel 3     |
| 2018 | Nak Soo Taywada         | (Zamaskovaný Tay)           | Hostující role | Channel 3     |
| 2018 | Prakasit Kammathep      | Harin                       | Podpůrná role  | Channel 3     |
| 2018 | Chart Suer Pun Mungkorn | Lim Heng Tiang / Ah-Tiang   | Podpůrná role  | Channel 3     |
| 2022 | KinnPorsche             | Porsche Pachara Kittisawasd | Hlavní role    | One 31, iQIYI |

### Filmy
| Rok  | Název     | Role | Poznámky   |
| ---- | --------- | ---- | ---------- |
| 2023 | Man Suang | Khem | První film |

### Show
| Rok  | Název                     | Role | Kanál                  |
| ---- | ------------------------- | ---- | ---------------------- |
| 2015 | 3 Zaap (3 แซบ)            | Host | Polyplus Entertainment |
| 2016 | Lady konkrua (Lady ก้นครัว) | Host | Lady ก้นครัว             |
| 2016 | 3 Zaap (3 แซบ)            | Host | Polyplus Entertainment |
| 2016 | ปากว่ามือถึง                 | Host | Channel 3              |
| 2017 | ตลาดสดพระราม๔             | Host | Polyplus Entertainment |
| 2017 | Suek 12 Rasi(ศึก 12 ราศี)   | Host | Polyplus Entertainment |
| 2017 | At Ten (ตีสิบ)              | Host | 2020 Entertainment     |
| 2021 | คุณพระช่วย                  | Host | Workpoint TV           |
| 2021 | Gacha Gacha ท้าอร่อย 2      | Host | Amarin TV              |
| 2022 | Sound Check               | Host | One 31                 |

## Diskografie
| Rok  | Název písničky                | Poznámky                  |
| ---- | ----------------------------- | ------------------------- |
| 2016 | ถักทอด้วยหัวใจ (Akustická verze) | Pra Teap Rak Hang Jai OST |

## Koncerty
| Rok  | Údálost                                            | Poznámky            |
| ---- | -------------------------------------------------- | ------------------- |
| 2017 | Charitativní koncert Love is in the Air: Channel 3 | S herci z Channel 3 |
| 2022 | Světové turné Kinnporsche                          | S herci KinnPorsche |